# David Moule-Evans
David Moule-Evans (Ashford (Kent), 21 november 1905 – 1988) was een Engels componist en dirigent.
Hij studeerde aan het Royal College of Music in Londen bij Malcolm Sargent en Herbert Howells en aan The Queens’ College in Oxford. Van 1945 tot 1974 doceerde hij zelf aan eerstgenoemde school harmonie, contrapunt en compositie.
Grote successen scoorde hij met orkestwerken en composities voor hobo, fluit en muziek bij documentaire films zoals Make Fruitful the Land uit 1943 . Een ziekte verhinderde hem na 1968 nog te componeren en hij overleed in 1988.

## Composities

### Werken voor orkest
- 1926 Rhapsody No 2, voor orkest
- 1938 Divertimento, voor strijkers
- 1939 Cliff Castle, Poem for Orchestra
- 1943 September Dusk Poem for Orchestra
- 1945 September Dust, symfonisch gedicht
- 1947 The Spirit of London, concertouverture
- 1948 Vienna Rhapsody
- 1949 The Haunted Place
- 1951 Old Tupper’s Dance
- 1951-1952 Symphony in G Major (bekroond met een 1e prijs op het Australian Jubilee Competition)
- 1951-1952 Suite: Sussex Downs, voor klein orkest
- Polka for Cello and Orchestra - dedicated to Maurice Hardy

### Werken voor koor en vocale muziek
- 1946 Two Celtic Songs, voor sopraan en piano - tekst: Fiona Macleod
  1. When the Dew is falling
  2. I - Brasil
- 1947 Duncton Hill voor gemengd koor,  tekst: Hilaire Belloc
- 1949 Bed in Summer, samenzang - tekst: R. L. Stevenson
- 1951 My own Country, lied voor middenstem en piano - tekst: Hilaire Belloc
- 1951 Twelfth Night, lied voor middenstem en piano - tekst: Hilaire Belloc
- 1951 Twilight, lied voor middenstem en piano - tekst: John Masefield

### Kamermuziek
- 1925 Sonata in E major, voor viool en piano
- 1938 Moto perpetuo, voor altviool en piano
- 1956 Sonata in F sharp minor, voor viool en piano
- 1960-1965 Sonata, voor piano
- Suite, voor fluit, hobo en piano - dedicated to The Sylvan Trio

### Filmmuziek
- 1943 Make Fruitful the Land

## Publicaties
- Alexander Morin: Classical Music: Third Ear - The Essential Listening Companion. Backbeat, United Kingdom. 2002. 1200 p., ISBN 0879306386

- Gemeinsame Normdatei: 1203164599
- International Standard Name Identifier: 0000 0001 1974 6425
- Library of Congress Control Number: no2011067681
- MusicBrainz: c91ee8d4-629a-4462-ad7b-ff604e266d48
- Virtual International Authority File: 170707309
- WorldCat: E39PBJkHqW9gk3wbD7cx6kb68C